# Gmina Kraśniczyn
Die Gmina Kraśniczyn [krasˈnɨczyn] ist eine Landgemeinde im Powiat Krasnostawski der Woiwodschaft Lublin in Polen. Ihr Sitz ist das gleichnamige Dorf mit etwa 450 Einwohnern.

## Geographie
Die Landgemeinde hat eine Fläche von 110 km², 73 % werden land- und 20 % forstwirtschaftlich genutzt. Zu den Gewässern gehört die Wojsławka, ein rechter Nebenfluss der Wieprz.

## Geschichte
Die Region um Kraśniczyn, das 1824 seine Stadtrechte verlor, gehörte 1919–1954 zur Gmina Czajki. Von 1975 bis 1998 gehörte die Landgemeinde zur Woiwodschaft Chełm.

## Gliederung
Die Landgemeinde (gmina wiejska) besteht aus 21 Dörfern mit Schulzenämtern:
Anielpol, Bończa, Bończa-Kolonia, Brzeziny, Chełmiec, Czajki, Drewniki, Franciszków, Kraśniczyn, Łukaszówka, Majdan Surhowski, Olszanka, Pniaki, Stara Wieś, Surhów, Surhów-Kolonia, Wolica, Wólka Kraśniczyńska, Zalesie, Zastawie und Żułów.